# Игнатово (Орехово-Зуевский район)
Игнатово — деревня в Орехово-Зуевском муниципальном районе Московской области. Входит в состав сельского поселения Ильинское. Население — 81 чел. (2010).

## Расположение
Деревня Игнатово расположена в юго-западной части Орехово-Зуевского района, примерно в 39 км к югу от города Орехово-Зуево. В 0,4 км к востоку от деревни протекает река Гуслица. Высота над уровнем моря 130 м.

## История
В 1926 году деревня являлась центром Игнатовского сельсовета Ильинской волости Егорьевского уезда Московской губернии.
До 2006 года Игнатово входило в состав Ильинского сельского округа Орехово-Зуевского района.

## Население
В 1926 году в деревне проживало 423 человека (194 мужчины, 229 женщин), насчитывалось 95 хозяйств, из которых 79 было крестьянских. По переписи 2002 года — 115 человек (53 мужчины, 62 женщины).
| 1926 | 2002 | 2006 | 2010 |
| ---- | ---- | ---- | ---- |
| 423  | ↘115 | ↘100 | ↘81  |